# Carlos Liscano
Carlos Liscano   (Montevideo, 18 de març de 1949 - Montevideo, 25 de maig de 2023) fou un dels escriptors uruguaians més representatius i influents —al costat de Mario Benedetti i Eduardo Galeano— en l'àmbit literari iberoamericà de l'última meitat del segle xx.

## Biografia
Liscano va néixer a Montevideo, i les seves idees revolucionàries, democràtiques i socialistes van provocar que fos tancat a presó durant la major part del període de la dictadura militar que va governar l'Uruguai des de 1972 a 1985.
La seva ideologia tupamara, li va fer mereixedor de tortures i assots públics per part del cos militar del llavors president de la República, Juan María Bordaberry.
El 1981, encara en presó, escriu el seu primer llibre titulat La mansión del tirano. És la inauguració abrupta de l'escriptura que des de la primera lletra proclama el seu dret a ser conscient de tot, però que també des del principi ha de reconèixer que aquesta proclama és il·lusòria, utòpica. El llenguatge, un verb, un nom, una lletra, quan s'escriuen desencadenen un destí que l'escriptor (aquest petit tirà) és incapaç de dominar. Hans, el seu protagonista, descobreix que l'única empresa digna és la de viure. També endevina que viure no és sinònim de conèixer, i que saber això "era el seu Ítaca". Ítaca terrible la d'aquest Hans, consistent a saber que encara a cegues, ha de continuar lluitant.
El 1985, després de ser alliberat, s'exilia a Suècia i roman allà fins a 1996, quan torna a l'Uruguai, després d'haver realitzat nombrosos seminaris literaris a Espanya i França, aconseguint publicar la seva primera i única obra en francès, La vida del otro. A partir d'allà, moltes de les seves novel·les més recents estan sent traduïdes a aquesta llengua, entre elles, El camino de Itaca.

## Obra
Els seus llibres destaquen per la seva cura en ressaltar els valors democràtics, criticar els governs tirans i dictatorials i per fer prevaler la llibertat d'expressió.
Sovint considerat anarquista, Liscano escriu i fa literatura, condensant detalls tan particulars com la impotència d'un avi per trobar la seva neta, desapareguda durant la dictadura militar uruguaiana (La impunidad de los verdugos). La crítica contemporània, dins de la literatura comparada, sol donar-li una posició privilegiada en comparar-ho amb l'escriptor txec Franz Kafka, autor de la Metamorfosi.
Liscano ha redactat, així mateix, una sèrie de novel·les, contes, obres teatrals i poemes. Els seus treballs més recents són Viaje al fin de la noche, El desierto de los tártaros i Memorias de la guerra reciente (publicades a França).